# Tijgerijzer
Tijgerijzer is een gesteente dat bestaat uit hematiet, dat zilverachtige laagjes vormt, uit rode, gele of bruine jaspis en goudgele tot goudbruine tijgeroog. Als ruwe steen is de tijgerijzer meestal roestig rood. Hij geeft rood af.
De kleur van de steen is afhankelijk van de verhoudingen van de aanwezige tijgeroog (geelbruine tinten), jaspis (rood)en hematiet (zilverig).
Tijgerijzer is altijd duidelijk gestreept, net als een tijger.

## Mineraalgroep
Tijgerijzer hoort bij de oxiden en de kwartsen.

## Ontstaan
Door het samenvouwen en ineendrukken van de ondergrond die bestaat uit lagen jaspis, hematiet en tijgeroog ontstaat een gelaagde structuur van jaspis, hematiet en tijgeroog. Tijgerijzer vormt enorme massa's die tonnen kunnen wegen.

## Voorkomen
Vindplaatsen zijn onder andere Zuid-Afrika, India, Brazilië, Mexico en Australië.

## Cultuur
In de edelsteentherapie wordt tijgerijzer gebruikt als "krachtsteen", een steen die veel energie kan schenken, de "tijger in de tank".